# Немецкое объединение страховщиков ядерных реакторов
Немецкое объединение страховщиков ядерных реакторов (нем. Deutsche Kernreaktor-Versicherungsgemeinschaft — DKVG) — Кёльнский атомный пул, занимающийся страхованием немецких предприятий атомной отрасли. Также он занимается перестрахованием .

## История
Первые общества страхования предприятий атомной отрасли в Европе были основаны в Швеции и Англии в 1955 году. Немецкое объединение страховщиков ядерных реакторов было основано в 1957 году. За всю свою историю оно лишь однажды выплатило компенсацию в пределах сегодняшних 10—15 тысяч евро.

## Функции и задачи
Даже при небольшой вероятности страхового случая в атомной отрасли, максимально возможная сумма ущерба очень велика. По этой причине одна страховая компания не может нести такой риск. Также возможность передать ядерный риск перестраховщику запрещена в Германии на законодательном уровне. С 1998 года Закон об атомной энергии требует страхования максимальной ответственности на уровне примерно 2,5 млрд евро. За ущерб выше суммы этой суммы согласно § 34 Закона об атомной энергии, отвечает федеральное правительство. Сумму ущерба в пределах страховой суммы в размере 255 млн евро оплачивает DKVG. Если ущерб превышает эту сумму, то остальные деньги выплачивает владелец АЭС. Выплаты из государственного бюджета предусмотрены только в том случае, когда у владельца не хватит денег на покрытие убытков от причинённого ущерба. В сумму страховых выплат входят возможные издержки на эвакуацию населения.

## DKVG и авария на АЭС в Фукусиме
АЭС Фукусима I в Фукусиме была застрахована на несколько десятков миллионов евро в DKVG. По условиям договора страхования не является страховым случаем ущерб, причинённый в результате землетрясения, цунами и извержения вулкана. Поэтому DKVG ничего не заплатит владельцу АЭС в Фукусиме за Аварию на АЭС Фукусима I ,.